# プリング・オフ
プリング・オフ（または単にプリング）とは弦楽器の演奏技法のひとつで、指板上の指で弦を引っ掻いて演奏することである。例えば人指し指で1弦5フレットを押弦し薬指で1弦7フレットを発弦したまま薬指を引っ掻くようにはじくと、音程が全音下がるレガートを表現できる。
以上から分かるとおりこの奏法はレガートに音程を下げる場合に用いる奏法で、逆に音程を上げる奏法はハンマリング・オンとなる。またハンマリング・オンとプリング・オフを繰り返すことをトリル、さらにこれらを両手で行うことをタッピング奏法という。